# Хейва-Мару (5578)
Хейва-Мару (5578) — транспортне судно, яке під час Другої світової війни брало участь у операціях японських збройних сил на Тихому океані. 
Судно спорудили в 1942 році на верфі Mitsui Zosensho Tamano Engineering & Shipbuilding для компанії Hokkaido Tanko Kisen. 
24 грудня 1943-го судно перебувало в затоці Кау на острові Хальмахера (північна частина Молуккського архіпелагу), де було торпедоване американським підводним човном USS Raton. Щоб запобігти затопленню «Хейва-Мару» викинулось на берег, де й було втрачене.